# عبد الحكيم لعرف
عبد الحكيم لعرف (مواليد 12 يناير 1985) لاعب كرة القدم بلجيكي من أصل جزائري. يلعب حاليًا مع فريق SK Sint-Niklaas في بلجيكا.

## مشواه الكروي
جاء لعرف من خلال صفوف المبتدئين في ستاندارد لييج. لعب لـ KSV Roeselare في الدوري البلجيكي الممتاز، بالإضافة إلى العديد من الأندية البلجيكية الأخرى، بما في ذلك إف سي إن سينت نيكلاس وبيرسخوت إيه سي ونادي لوفيرواز وكنتاكي فرايد تشيكن إيندراخت زيلي وKMSK Deinze ونادي غينت.

### شبيبة بجاية
في 2 يونيو 2010، وقع لعرف عقدًا مع نادي شبيبة بجاية من الرابطة الجزائرية المحترفة الأولى. سجل هدفه الأول في 9 نوفمبر 2010 في ملعب أولمبي آقبو مع شبيبة بجاية. في 25 يناير 2011، تم تسريحه من النادي بعد ظهوره مرتين فقط، بإجمالي تسع دقائق ولم يسجل أي أهداف.

## روابط خارجية
- عبد الحكيم لعرف على موقع قاعدة بيانات كرة القدم.إي يو (الإنجليزية)
- عبد الحكيم لعرف على موقع Soccerway.com (الإنجليزية)